# 戸田慎吾
戸田慎吾（とだ しんご、1988年1月22日 - ）日本の元俳優。
血液型O型。東京都出身。身長180cm。

## 舞台
- ミュージカル・テニスの王子様 - ジャッカル桑原 役
- 吉田さん家に宇宙人
- 銀行強盗〜GO TO BANK
- 夢落ち
- にほんのうた実行委員会「男子ing!!」（2011年10月14日 - 20日、相鉄本多劇場）
- チャーミーゴリラvol.1「ハイスクール ハイコー!!」（2011年11月25日 - 27日、下北沢小劇場 楽園）
- ELEGY KING STORE VOL.6「羅城の蜘蛛」（2012年2月2日 - 5日、TACCS1179）
- Be With ダブルフェイスシアター「灰とダイヤモンド Noir」（2013年2月9日 - 11日、ワーサルシアター）